# Gerrit Taverne jr.
Ds. Gerrit Frans Taverne (Den Haag, 1944 - IJsselmuiden 27 augustus 2010) was een ultraconservatieve predikant. Hij werd door dagblad Trouw de 'laatste echte calvinist van Nederland' genoemd, vanwege zijn aversie tegen de Rooms-Katholieke Kerk en omdat hij de regels van Calvijn tot op de letter eerbiedigde.
Taverne jr. werd geboren in Den Haag, kort voordat zijn vader Gerrit Taverne sr. Nederlands Hervormd predikant werd. Via Ten Boer en Minnertsga kwam het gezin in 1951 in Hoogeveen terecht, waar vader Taverne sr. het al snel aan de stok kreeg met het kerkbestuur. Dit leidde in 1953 tot een schorsing, waarna Taverne sr. de Presbyteriaal Hervormde Gemeenten stichtte.
Vanwege de - zelfs voor de in die tijd nog zeer orthodox-christelijke Hoogeveense gemeenschap - extreme standpunten van zijn vader, had Gerrit Taverne jr. geen makkelijke jeugd. In een interview zei hij hierover later dat hij veel gepest werd en regelmatig met blauwe plekken thuis kwam. Waarschijnlijk is het hierom dat hij zijn middelbare schoolopleiding omstreeks 1960 heeft vervolgd aan het (openbare) Meppeler Lyceum, waar hij voor zover bekend altijd met respect is bejegend, en hij (in 1964 of 1965) zijn diploma gymnasium A heeft behaald. Als theologiestudent in Groningen werd hij door medestudenten veelal genegeerd.
In 1977 werd Taverne jr. predikant van de Vrije hervormde gemeente in IJsselmuiden. In 1983 moest hij na een conflict met een deel van zijn gemeente opstappen als predikant. Met zo'n twintig volgelingen begon hij een huisgemeente bij hem thuis.
Taverne jr. kwam begin 2003 landelijk in het nieuws omdat hij en zijn volgelingen weigerden met euro's te betalen, omdat het symbool van Europa (twaalf sterren) Bijbels plagiaat was. In zijn kerk werd daarom zo lang mogelijk nog in guldens betaald. Verder was hij gekant tegen inenting, verzekeringen, kinderbijslag en AOW. Zo reed hij zelf onverzekerd auto, mét ontheffing. Ook was hij tegen de draagplicht van bromfietshelm en autogordel.
in 2010 overleed Taverne jr. aan de gevolgen van kanker. Hij wilde geen ziekenhuisbehandeling, omdat hij zich schikte in zijn lot, en is begraven in Grafhorst.